# Mizangas
Mizangas es una organización feminista y antirracista de mujeres afrouruguayas fundada en 2006 con base en Montevideo. Como colectivo, el objetivo es garantizar la participación de las mujeres afrodescendientes e incidir en el escenario político social.

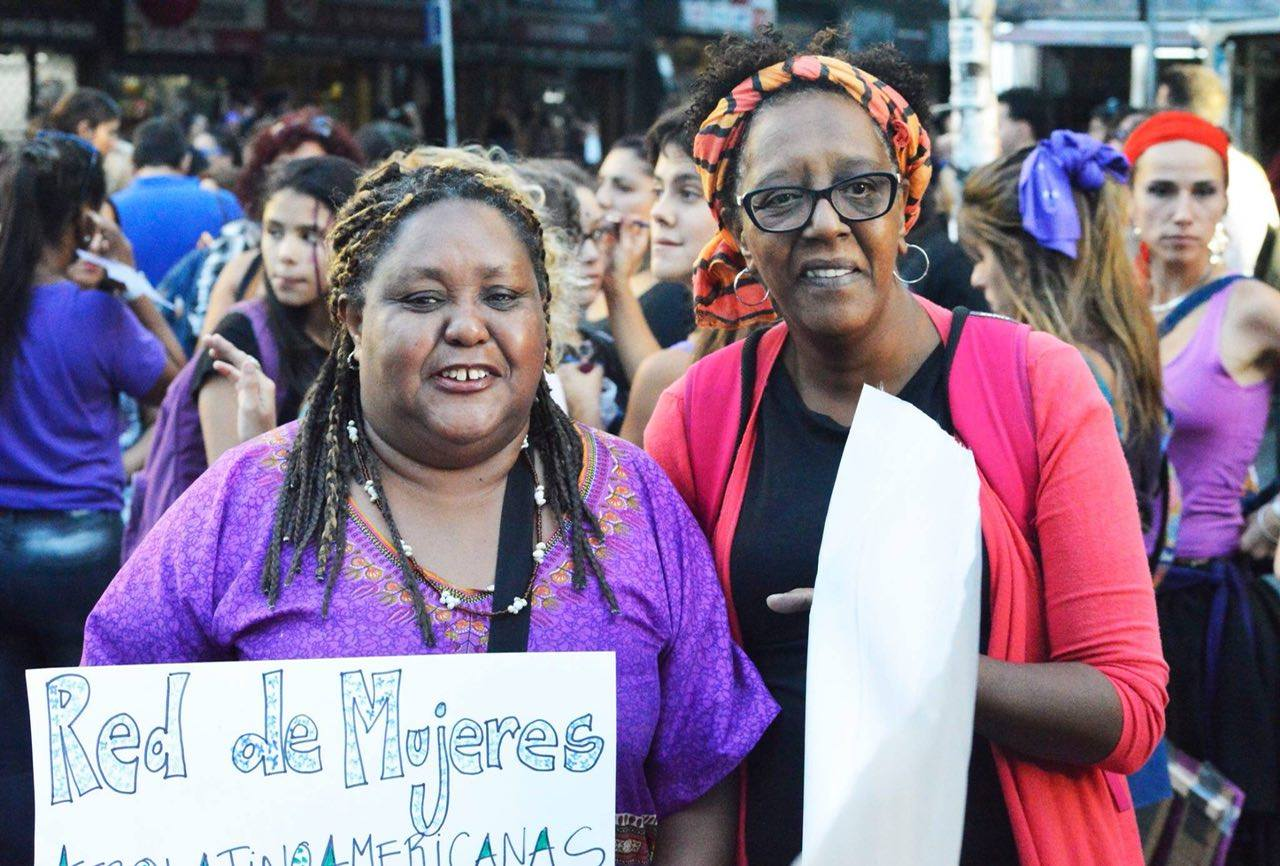
Mizangas Mujeres Afrodescendientes, 8 de marzo de 2018.

El nombre del colectivo es una palabra de origen africano que refiere a las cuentas de un relicario de protección.

## Inicios
En 2006, integrantes de Mundo Afro conformaron Mizangas, con el objetivo de generar un espacio dentro la organización para mujeres jóvenes. En menos de un año se consolidaron como un grupo autónomo.

## Actividad
En 2008, la agrupación impulsó la creación de la Red Nacional de Mujeres Afrouruguayas, Red NAMUA, que ha contribuido a la Agenda Política de Mujeres Afrouruguayas donde se plantea un plan de incidencia política (en educación, participación, salud, empleo y seguridad social) de las mujeres afrouruguayas a nivel departamental y nacional.
A su vez, participa de varias redes del movimiento social uruguayo. Es parte de la Coordinadora de la Marcha por la Diversidad e integró el proyecto Horizonte de libertades junto con las organizaciones Mujeres en el horno, Ovejas negras y MásVIHdas. A nivel internacional, forma parte de la Red de Mujeres Afro Latinoamericanas y Afro Caribeñas.
En 2019 generaron la visita de Angela Davis a Montevideo. En 2021 organizaron el ciclo de talleres Ominira: por una vida libre de violencia de género y racial, para mujeres y disidencias en Rivera, Tacuarembó y Cerro Largo.
Algunas de sus integrantes sonː
- Delfina Martínez, referente de la campaña nacional por la Ley Integral para Personas Trans en Uruguay.
- Tania Ramírez, quien en 2018 recibió unos de los Premios Amanda Rorra.
- Lorena Rosas, quien en 2020 fue galardonada en los Premios Amanda Rorra.